# Jelisaweta Grigorjewna Polonskaja
Jelisaweta Grigorjewna Polonskaja, geboren Jelisaweta Grigorjewna Mowschenson, (russisch Елизавета Григорьевна Полонская, Geburtsname russisch Елизавета Григорьевна Мовшензон; * 14. Junijul. / 26. Juni 1890greg. in Warschau; † 11. Januar 1969 in Leningrad) war eine russische Schriftstellerin, Dichterin, Übersetzerin und Gründungsmitglied der Petrograder Serapionsbrüder.

## Leben
Jelisaweta Grigorjewna stammte aus einer jüdischen russischsprechenden Familie. Ihr Vater Grigori Lwowitsch Mowschenson (1861–1915), geboren in Dünaburg und Absolvent des Rigaer Polytechnikums, war Verkehrsingenieur, der als Ingenieur außerhalb des Ansiedlungsrayons wohnen durfte. Ihre Mutter Charlotta Iljinitschna geborene Meilach (1861–1946) war die Tochter des Bankangestellten Elija Moissejewitsch (Mowschewitsch) Meilach in Białystok und Absolventin der Bestuschewskije kursy. Jelisaweta Grigorjewna wuchs in Białystok und dann in Łódź auf. Sie erhielt Unterricht in Französisch, Deutsch, Italienisch und Englisch. Mit der Hilfe ihrer Mutter schloss sie sich geheimen Gruppen an, die Wissarion Grigorjewitsch Belinski und Politische Ökonomie studierten. Wegen der Pogrome schickte der Vater 1905 die Familie zu seiner Schwägerin Fanny nach Berlin, wo Jelisaweta Grigorjewna sich einem sozialdemokratischen Arbeitskreis anschloss und Karl Marx studierte. Ende 1906 ließ sich die Familie endgültig in St. Petersburg nieder. Jelisaweta Grigorjewna besuchte das private Chitrowo-Gymnasium, arbeitete in Arbeitervereinen mit und verteilte Untergrundliteratur und Lenins Schriften aus Finnland.
Im September 1908 fuhr Jelisaweta Grigorjewna wegen einer drohenden Verhaftung nach Frankreich zu entfernten Verwandten und studierte an der Universität von Paris Medizin. Sie nahm an Treffen der Sozialdemokratischen Arbeiterpartei Russlands teil und lernte russische Symbolisten kennen. 1909 kam sie in engeren Kontakt mit Ilja Grigorjewitsch Ehrenburg. In Paris erschienen ihre ersten Gedichte. 1914 schloss sie ihr Medizinstudium ab. Nach dem Beginn des Ersten Weltkrieges arbeitete sie einige Monate in einem Krankenhaus in Nancy und half dann beim Aufbau eines Lazaretts in Neuilly-sur-Seine.
1915 folgte Jelisaweta Grigorjewna einem Aufruf an russische Ärzte im Ausland und kehrte über Griechenland nach Petrograd zurück, wo ihr Vater gerade gestorben war. Sie erhielt das Arztdiplom von der Universität Dorpat und ging an die Galizische Front, wo sie eine epidemiologische Abteilung der 8. Armee leitete. In Kiew lernte sie den Ingenieur Lew Dawidowitsch Polonski kennen, mit dem sie ihren Sohn Michail (1916–1995) bekam. Sie nahm den Namen Polonskaja an, obwohl sie wegen einer bestehenden Verlobung Polonskis nicht heirateten (auch später nicht nach dem Tode der Frau Polonskis). Im April 1917 kehrte Polonskaja nach Petrograd zurück, um ihre Familie zu unterstützen. Sie wurde Assistentin des städtischen Armenarztes auf der Wassiljewski-Insel, wo sie die Oktoberrevolution nur als Beobachterin erlebte.
Nach der Oktoberrevolution arbeitete Polonskaja an verschiedenen Stellen im medizinischen System der Sowjetunion. Daneben schrieb sie weiter. 1919–1920 studierte Polonskaja im Literaturstudio des von Maxim Gorki initiierten Verlages Wsemirnaja Literatura (Weltliteratur) beim Volkskommissariat für Bildung der RSFSR bei Nikolai Stepanowitsch Gumiljow, Kornei Iwanowitsch Tschukowski, Michail Leonidowitsch Losinski und Wiktor Borissowitsch Schklowski. Dort lernte sie die Schriftsteller kennen, die mit ihr 1921 die Gruppe der Serapionsbrüder bildeten. Besonders nahe stand sie Lew Natanowitsch Lunz, der wie sie auf künstlerische Unabhängigkeit bestand. Nach der allmählichen Auflösung der Gruppe nach Lunzes Tod blieb sie im Kontakt mit einigen Serapionsbrüdern und ihren Freunden, insbesondere mit Weniamin Alexandrowitsch Kawerin und Kornei Iwanowitsch Tschukowski. Ihre zweite Gedichtsammlung erschien 1923 und ihre dritte 1929. Daneben arbeitete sie als Übersetzerin. Sie begann mit Rudyard Kiplings Ballad of East and West. Es folgten Werke von William Shakespeare, Victor Hugo, Julian Tuwim und anderen sowie auch  das armenische Nationalepos David von Sasun. Tschukowski half ihr, sich als Dichterin für Kinder zu etablieren.
1931 gab Polonskaja ihre medizinische Tätigkeit auf und arbeitete als Schriftstellerin und Journalistin. Nach Beginn des Deutsch-Sowjetischen Krieges und der Leningrader Blockade wurden sie und ihre Familie in den Ural evakuiert, zuerst nach Polasna und im November 1942 nach Molotow. 1944 kehrten sie nach Leningrad zurück. 1946 starb ihre Mutter, und ihr Roman Gorod (Die Stadt) wurde vom Verlag zurückgewiesen, so dass sie ihren Vorschuss vom Litfond zurückzahlen musste. Während der Schdanowschtschina mit der Zwei-Lager-Theorie und heftigen Angriffen gegen Michail Michailowitsch Soschtschenko und andere war sie gefährdet wegen ihrer damaligen Zugehörigkeit zu den Serapionsbrüdern. Ebenso drohte später Gefahr durch die Maßnahmen gegen die Ärzteverschwörung. Krankheitsbedingt musste sie 1967 das Schreiben aufgeben. Sie geriet in Vergessenheit. Erst 2001 pries Wolfgang Kasack ihre Dichtkunst.
Polonskajas jüngerer Bruder war der Kunstwissenschaftler Alexander Grigorjewitsch Mowschenson.